# Palau Despuig
El Palau Despuig és un edifici situat al carrer de la Rosa, 8 de Tortosa (Baix Ebre), catalogat com a bé cultural d'interès local. Actualment és, juntament amb el veí Palau Oriol, seu del Conservatori de Música de Tortosa.

## Història
El solar inicial, donat per Ramon Berenguer IV al cavaller rossellonès Roger Despuig, era bastant més gran i incloïa edifici que hi ha just darrere i que mira al carrer del Vall, així com també el veí Palau Oriol, ja que als murs mitgers hi ha antigues portes i arcs de comunicació tapiats.
L'actual palau embla que correspon a una restauració o reconstrucció del segle xv, i va  continuar en possessió de la família Despuig fins al segle xvii. A començament de la dècada del 1950 fou adquirit i començat a restaurar per la Diputació de Tarragona. El 2011 hi van començar les obres per a unir-lo amb el veí Palau Oriol.

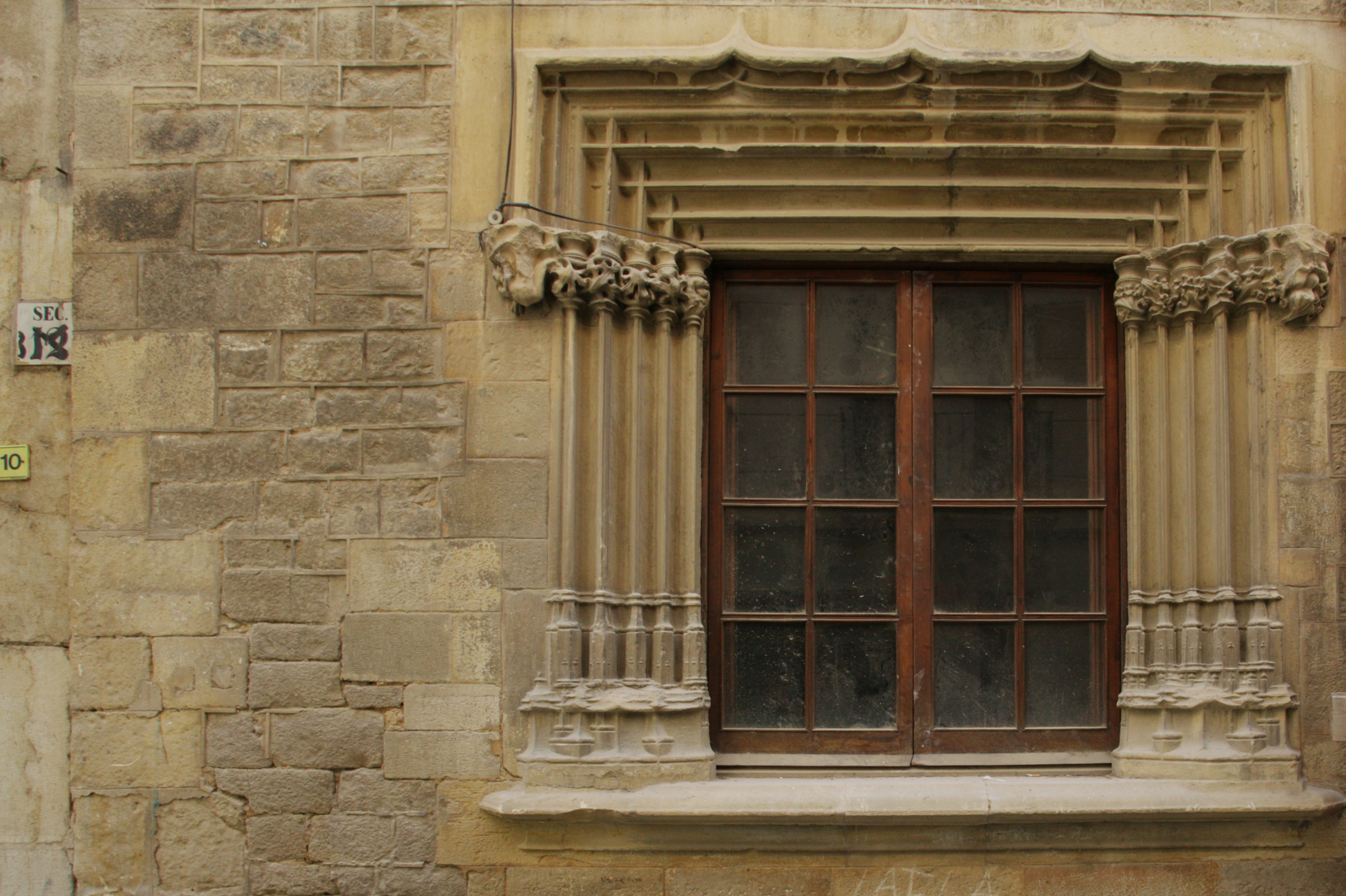
Finestra de la planta baixa

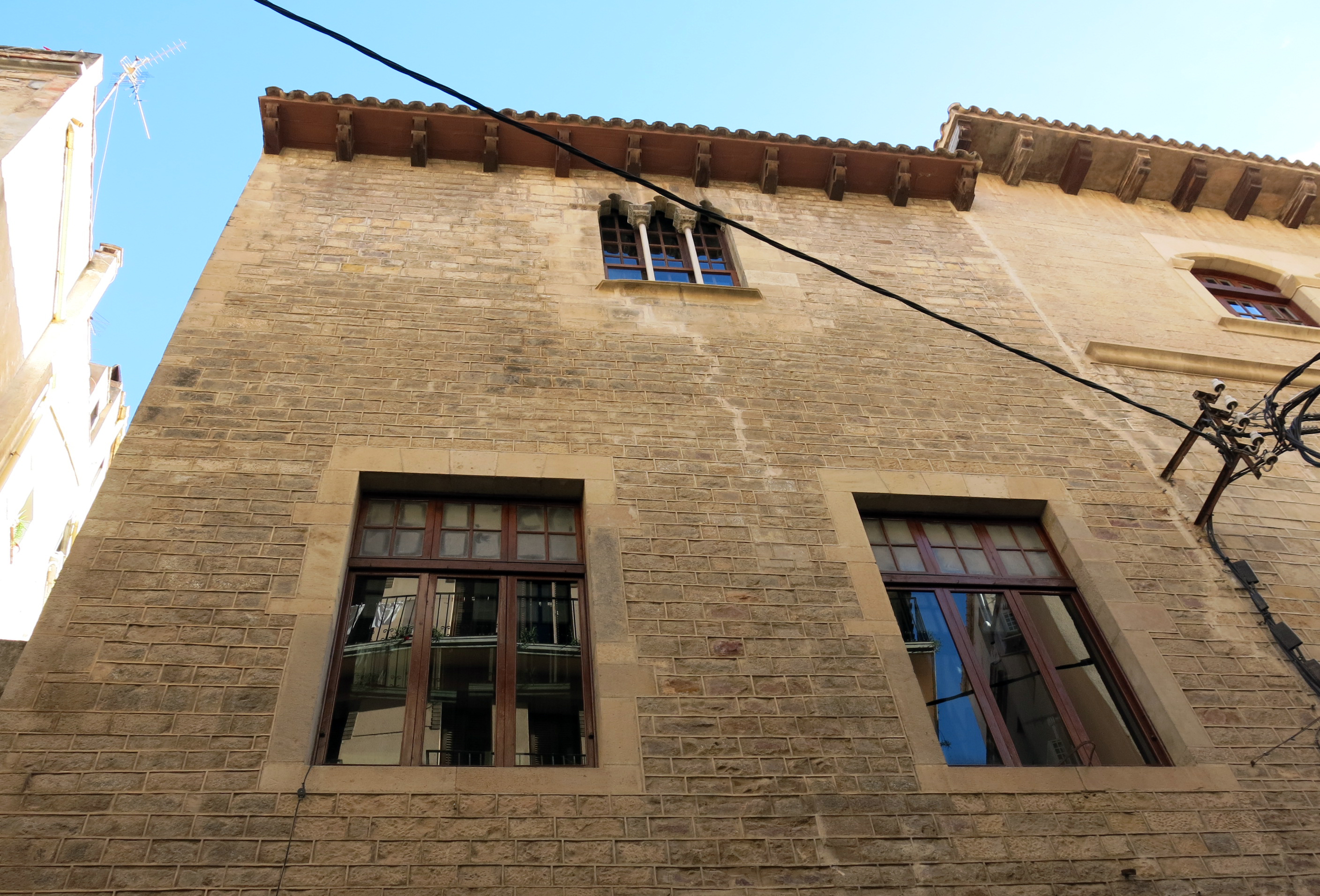
Part alta de la façana

## Descripció
La façana és de carreus de pedra a la planta baixa i al pis noble (força restaurat), i arrebossada al pis superior, al qual s'obre un triple finestral gòtic amb arcs lobulats i columnes de capitells vegetals. El ràfec és de fusta i està sostingut per caps de biga amb treball de senzilles motllures. A la planta baixa s'obren la porta d'arc de mig punt adovellat i una finestra rectangular atrompetada a la base, amb culs de llàntia esculpits. L'escut de la façana, al costat de la porta d'accés, no ha estat identificat dins l'heràldica local.
Abans de la darrera restauració, el vestíbul i el pati central quedaven amagats per estances del que havia estat la Fonda Rosa, i després una sabateria. El primer és delimitat per dues arcades de mig punt adovellades i conserva l'enteixinat del segle xv. El pati és de planta trapezoïdal, amb escala exterior que comunica amb els dos pisos superiors. Al primer pis es transforma en una galeria, sostinguda per un arc escarser, amb sostre embigat i oberta al pati mitjançant una arcada de mig punt sostinguda per esveltes columnes.
El tram superior d'escala és penjat, sostingut per un doble arc que es recolza a la vegada sobre una mènsula en degradació.
Al pati s'obren les portes i finestres de les diferents dependències. Al mur del fons n'hi ha de tapiades que connectaven amb un sector de la finca avui independitzat. En destaca la porta de l'entresòl, amb les armes dels Corder, ja que una filla de Cristòfor Despuig, que heretà el palau, estava casada amb Francesc Corder i Desprats.